# 利路修
卫俊浩（1994年1月23日—），本名弗拉季斯拉夫·伊戈列维奇·西多罗夫（羅馬化：Vladislav Igorevich Sidorov），艺名利路修（俄语：Лелуш），出生於俄羅斯濱海邊疆區雙城子，在中國大陸發展的俄羅斯男歌手、網絡紅人、模特兒。在新闻报道中常误作弗拉季斯拉夫·伊万诺夫（羅馬化：Vladislav Ivanov）。
2021年因參加《創造營2021》在中國走紅。

## 经历
利路修出生于俄罗斯滨海边疆区双城子，成长于海参崴，艺名来源于日本动画《Code Geass》主角Lelouch。据其在《创造营2021》“大岛日记”所述，使用该艺名是“为了保护自己的生活”。成为艺人之前，利路修当过店员、代购、模特、中文教师及翻译。
2020年11月，利路修受天王星娱乐负责人王友良委托，前往中国海南照顾即将参加腾讯视频《创造营2021》的日本艺人羽生田挙武、喜内优心，并教他们讲中文。开录前五天，他在节目组的邀请下也成为参赛选手。节目播出期间，利路修因翻唱俄罗斯歌曲《Jackpot》获得关注，也因多次表達不想成為男團、於《大島日記》中嘗試出逃和頻頻輸出金句如"F means freedom"、「对于某种规则而言，我赢了，但某种意义上，我输了」吸引了大量粉丝打榜投票，甚至於最後一次順位發表時獲得第10名，不高興地表示相信粉絲們都是有分寸感的人，相信粉丝会尊重他的选择，請停止投票給他。2021年4月24日，利路修以第17名成績畢業於《創造營2021》。
2024年12月20日，利路修分享接受《VOGUE》受訪時的影片，並表示很不習慣在娛樂圈，並同時預告將於2025年4月1日正式退出娛樂圈。

## 影視作品

### 綜藝節目
| 播出日期                      | 頻道     | 節目名稱                       | 備註                          |
| 2021年2月17日－4月24日        | 騰訊視頻 | 《創造營2021》                 | 參賽者 （最終排名獲得第17名） |
| 2021年2月25日－4月29日        | 騰訊視頻 | 《營人進入異次元會變成笨蛋嗎》 | 《創造營2021》衍生節目        |
| 2021年6月19日－8月28日        | 東方衛視 | 《完美的夏天2》                | 固定成員                      |
| 2021年9月10日－11月12日       | 優酷     | 《拳力以赴的我們》             | 拳手                          |
| 2021年12月10日、2022年1月28日 | 北京衛視 | 《冬夢之約第二季》             | 選手                          |

### 電影
| 上映年分 | 電影名       | 角色   | 備註       |
| 待公佈   | 《極致迴旋》 | 安德烈 | 俄羅斯選手 |

## 出版物
| 年份   | 出版日期 | 名稱                           | 備註       |
| 2021年 | 5月15日  | 新週刊雜誌第587期              | 利路修專訪 |
| 2021年 | 5月20日  | 時尚先生 fine電子刊            | 我不是偶像 |
| 2021年 | 6月      | MADAME FIGARO MODE雜誌         |            |
| 2021年 | 6月      | ROLLACOASTER CN雜誌            |            |
| 2021年 | 6月21日  | 時尚COSMO 電子刊               | 利利與莉莉 |
| 2021年 | 7月21日  | 上海電視周刊7D                 |            |
| 2021年 | 8月4日   | 紅秀 GRAZIA 519期              |            |
| 2021年 | 9月4日   | 嘉人marie claire 電子刊        |            |
| 2021年 | 9月6日   | 時尚健康雜誌Men'sHealth第480期 |            |
| 2021年 | 12月     | SENSE封面人物                  | COVER STAR |
| 2021年 | 12月     | Vanity Teen中文版              | 心之所向   |
| 2022年 | 1月      | ROLLACOASTER CN雜誌            |            |
| 2022年 | 2月      | MiniBAZAAR                     |            |